# Лепельське
Лепельське (біл. Лепельскае возера) — озеро у Лепельському районі Вітебської області на півночі Білорусі. Двадцять перше, за площею водного дзеркала, озеро країни.

## Опис та характеристика
Водойма знаходиться в басейні річки Улли (басейн Західної Двіни), розташоване на півдні Вітебської області. На південному березі озера розташоване місто Лепель.
Приплив води в озеро йде по річках Еса (на півдні) та Зеха (на півночі), а також струмках. Стік здійснюється по річці Уллі, яка з лівого берега, впадає у Західну Двіну. Говорячи про водний режим Лепельського, особливо глибоководної східної затоки, можна відзначити, що воно має всі властивості мезотрофного озера. Для водойми характерні коливання прозорості води. Влітку вона становить від 1 м (поблизу міста Лепель) до 2,2 м — в східній, глибоководній затоці. Взимку сягає 4,2 м. Середня прозорість становить 1,9 м. Солоність води повишена і сягає 270—330 мг/л.
Площа озера становить 10,18 км². Це дванадцяте за площею озер у Вітебській області і перше у Лепельському районі, за площею та об'ємом води (74,67 млн м³). Довжина озера становить 7,57 км, максимальна ширина 2,03 км. Максимальна глибина — 33,7 м. Площа водозбору, одна із найбільших в країні і становить 1279,6 км². На озері є сім невеликих островів, із загальною площею 6,3 га.

## Улоговина та рельєф
Улоговина водойми має складну будову і складається із 3-х частин, що мають свої назви. Північна — Кустинське озеро (біл. Кусцінскае возера) — із переважаючими глибинами 10-18 м, максимальна — 23 м. Найбільше за площею — Міське озеро (біл. Гарадское возера) — об'єднує центральну та південну частину водойми. Переважаючі глибини — 13-15 м, поблизу міського пляжу доходять до 19,5 м. Будова цієї частини озера ускладнена численними підняттями, мілинами та островами. Вузька і мілководна протока на сході з'єднує Міське озеро із Білим (біл. Белае возера) — найглибоководнішою частиною водойми. Тут же, поблизу села Нове Лядно, відзначена і максимальна глибина (33,7 м).
Схили улоговини на півдні та південному сході, а місцями на заході висотою до 25 м, з осипами та зсувами, місцями задерновані; на інших ділянках заввишки близько 10 м, розорані під посіви, а на сході вкриті лісом. Безліч великих і малих заток та півостровів. Береги низькі, переважно заболочені, сильно порізані, задерновані, місцями порослі чагарником або лісом, на півдні і південному сході зливаються із схилами, місцями абразивні. Довжина берегової лінії 39,65 км (третє місце по протяжності після Нещердо та Нарочі).

## Флора та фауна
Прибережна рослинність утворює смугу шириною від 3 м до 300 м, зріджену лише близько абразивних берегів. В озері налічується 30 видів макрофітів. Із напівзанурених та водно-болотяних переважають очерет, гліцерія, осоки, рогіз. Із підводних — рдести, елодея канадська, перистолистник, жовтець жорстколистяний. Особливістю заростання водойми є майже повна відсутність рослин із плаваючим листям, які ростуть лише у місці впадіння річки Зехи.
Іхтіофауна озера відноситься до лящево-судакового типу. Основні види риб — лящ, судак, окунь, плотва, краснопірка, верховодка, лин, минь. Озеро періодично зарибнюється.

## Використання
У 1958 році після спорудження Лепельської ГЕС рівень води в озері був піднятий на 3,5 м. На початку 70-х років ГЕС була закрита, однак рівень води залишений на колишній позначці. ГЕС повторно була введена в експлуатацію у 2003 році.
Інтенсивний вплив на озеро чинять прилеглі села і особливо місто Лепель. Інтенсивна вирубка лісів, розорювання берегів, а раніше — промисловий вилов риби, в значній мірі негативно впливають на екологію водойми.
Озеро є популярним місцем для яхтсменів. Використовується для відпочинку та в оздоровчих цілях. На березі працюють база відпочинку та пансіонат «ЛОДЕ».